# Josef Mick
Josef Mick (* 2. Februar 1914 in Köln; † 24. Juli 1978 in Kerpen) war ein deutscher Politiker (CDU).

## Leben und Beruf
Nach dem Schulbesuch absolvierte Mick eine Ausbildung und zum Buchdrucker. Anschließend ging er auf berufliche Wanderschaft durch Deutschland sowie ins europäische Ausland. Er nahm von 1939 bis 1945 als Soldat am Zweiten Weltkrieg teil, wurde als Infanterist eingesetzt und viermal verwundet. Nach dem Kriegsende arbeitete er als Landessozialsekretär im Rheinland.

## Partei
Mick schloss sich 1930 dem Windthorstbund an, war seit 1932 Mitglied der Kolpingsfamilie und Bezirksvorsitzender in der Katholischen Arbeitnehmer-Bewegung (KAB). Er trat 1946 in die CDU ein und wurde zum stellvertretenden Vorsitzenden der CDU Rheinland gewählt. Von 1963 bis 1975 war er Vorsitzender der CDA-Sozialausschüsse des Rheinlandes, nachdem er bereits zuvor deren Landessozialsekretär gewesen war.

## Abgeordneter
Mick war von 1952 bis 1957 Ratsmitglied der Stadt Köln und dort seit 1956 stellvertretender Vorsitzender der CDU-Fraktion. Dem Deutschen Bundestag gehörte er von 1957 bis 1976 an. Er war stets über die Landesliste der CDU Nordrhein-Westfalen ins Parlament eingezogen. Von 1957 bis 1976 war er Vorsitzender des Bundestagsausschusses für Kriegs- und
Verfolgungsschäden, von 1969 bis 1972 dann Vorsitzender des Bundestagsausschusses für Städtebau und Wohnungswesen.

## Ehrungen
- 1968: Verdienstkreuz 1. Klasse der Bundesrepublik Deutschland
- 1973: Großes Verdienstkreuz der Bundesrepublik Deutschland[1]